# Acnistus arborescens
Acnistus arborescens là loài thực vật có hoa trong họ Cà. Loài này được (L.) Schltdl. mô tả khoa học đầu tiên năm 1832.